# سیپاخسل
سیپاخسل (به آلمانی: Sipbachzell) یک منطقهٔ مسکونی در اتریش است که در ناحیه ولس لند واقع شده‌است. سیپاخسل ۲۵ کیلومتر مربع مساحت دارد ۳۶۶ متر بالاتر از سطح دریا واقع شده‌است.